# Shari Eubank
Shari Eubank (née le 12 juin 1947 à Albuquerque) est une ancienne actrice américaine, connue pour son rôle dans Supervixens de Russ Meyer.